# Кихелах
Ки́хелах (идиш קיכאלעך‎) — национальное песочное печенье евреев-ашкеназов. Имеет ромбовидную или квадратную форму. Относится к восточным сладостям.
Традиционно подают на кидуш в синагогах после субботних служб, а также они являются популярным десертом на Рош ха-Шана.

## Виды
- Кихелах ванильный — посыпан сахаром. Влажность 9 %[1][8].
- Эйер кихелах — смазан яичным желтком[3]. Влажность 8—10 %. Эйер-кихелах и кихелах ванильный[5] изготавливались в СССР промышленным способом[1].
- Кихелах — с корицей и изюмом[4].